# 奧奈達 (阿肯色州)
奧奈達（英語：Oneida）是位於美國阿肯色州菲利普斯縣的一個非建制地區。該地的面積和人口皆未知。

## 地理
奧奈達的座標為34°27′41″N 90°46′59″W / 34.46139°N 90.78306°W，而該地的平均海拔高度為53米（即173英尺）。